# Sunset Park (Roman)
Sunset Park ist ein Roman des US-amerikanischen Schriftstellers Paul Auster aus dem Jahre 2010.

## Überblick
Der Roman wurde im September 2010 bei Faber & Faber in London (ISBN 0571258786) veröffentlicht. Die deutsche Übersetzung von Werner Schmitz erschien im Sommer 2012 (ISBN 978-3-498-00082-0). Der Roman behandelt in vielen Facetten individuelle Tragödien und gesellschaftliche Krisen. Vor dem Hintergrund der amerikanischen Finanzkrise von 2008 erzählt Sunset Park die Geschichte des 28-Jährigen Universitätsabbrechers Miles Heller, der sich seit über 7 Jahren auf einer sich selbst aufgebürdeten Flucht vor der eigenen Vergangenheit befindet. Endlich zu einer gewissen Ruhe mit sich selbst gekommen, muss er kurzfristig seinen derzeitigen Aufenthaltsort Florida sowie seine 10 Jahre jüngere Freundin, die Kubanerin Pilar verlassen und in seine Heimat New York zurückkehren. Dort schließt er sich einer Gruppe von Hausbesetzern um seinen alten Freund Bing Nathan an.

## Handlung
Miles stammt aus einer gut situierten New Yorker Familie. Seine Eltern ließen sich kurz nach seiner Geburt scheiden. Der Vater Morris Heller leitet einen kleinen Verlag, der es sich zur Aufgabe gemacht hat, vielversprechende neue Autoren zu fördern. Seine Mutter Mary-Lee Swann ist Schauspielerin und lebt seit der Scheidung in Kalifornien. Die Stiefmutter Willa brachte den 1 Jahr älteren Stiefbruder Bobby mit in die Ehe. Als dieser 18 Jahre alt war, kam er bei einem Verkehrsunfall ums Leben, für den Miles sich verantwortlich fühlt. Seitdem fand Miles nie wieder richtig zu sich selbst und entscheidet nach 3-Jährigem Studium an einer Eliteuniversität, mit seinem bisherigen Leben zu brechen und alle Kontakte mit seiner Familie zu beenden. Er reist sieben Jahre lang durch das Land. In dieser Zeit lebt er in Chicago, Kalifornien und schließlich in Florida und hält sich mit schlecht bezahlten Gelegenheitsjobs über Wasser.
In Florida lernt er Pilar kennen und verliebt sich in die sehr intelligente Schülerin. Da Pilar erst 17 Jahre alt ist, läuft Miles Gefahr, mit dem Gesetz in Konflikt zu geraten; man droht ihm mit einer Anzeige. Deshalb entscheidet er sich, das Angebot seines alten Freundes Bing anzunehmen und nach New York zu kommen. Bing ist die einzige Person aus Miles’ altem Leben, mit der er über die sieben Jahre seines selbst gewählten Exils Kontakt gehalten hat. Ohne dass Miles es weiß, hält Bing die ganzen Jahre über dessen Eltern über den jeweiligen Aufenthaltsort und die Situation des Sohnes auf dem Laufenden. Bing schloss sich mit Alice Bergstrom und Ellen Brice zusammen und besetzte ein leer stehendes Haus in dem Brooklyner Stadtteil Sunset Park. Alice arbeitet an ihrer Doktorarbeit über Amerikaner nach dem Zweiten Weltkrieg. Ellen ist Malerin und arbeitet als Wohnungsmaklerin, um zu überleben. Die Geschichte endet mit der Räumung des besetzten Hauses durch die Polizei, wobei Miles sich wehrt und einen Polizisten verletzt. Er steht vor einer ähnlichen Situation wie damals, als Bobby starb. Wird er sich stellen oder erneut flüchten? Der Leser bleibt im Ungewissen, kann die Geschichte selbst weiterdenken.

## Rezensionen
Wie gewöhnlich in Paul Austers Romanen werden alle Personen ausgiebig beschrieben und ihr Handeln aus verschiedenen Perspektiven beobachtet. So erscheint zum Beispiel die Beziehung zwischen Miles und der minderjährigen Pilar für einen außen Stehenden ungewöhnlich oder gar kriminell, für Miles selbst spielt das Alter jedoch gar keine Rolle. Miles’ Vater Morris, als er sich schließlich mit dem Sohn wieder vereint und auch Pilar kennenlernt, interpretiert die Beziehung damit, dass Miles in seiner emotionalen Entwicklung im Jugendalter steckengeblieben ist, in dem der Stiefbruder Bobby ums Leben kam.
- Brandon Robshaw vom The Independent schreibt als Fazit: Die zweite Hälfte hält nicht ganz den erzählerischen Impetus des Beginns, aber Austers einfache, übersichtliche Schreibweise zwingt zum Lesen und sein Gefühl für die Komplexität, Launenhaftigkeit, Ironie und das reine verdammte Interesse am Leben ist ansteckend.(englisch: The second half does not quite sustain the narrative impetus of the beginning; but Auster's easy, uncluttered writing is compulsively readable, and his feeling for the complexity, capriciousness, irony, and sheer damned interest of life is infectious.)[1]